# Bridget Dowling
Bridget Elizabeth Hitler, (de soltera Dowling, 3 de julio de  1891 - 18 de noviembre de 1969) era la cuñada de Adolf Hitler, a través de su matrimonio con Alois Hitler, Jr. Fue la madre del hijo de Alois Hitler, William Patrick Hitler. Nació y se crio en Dublín, Irlanda.

## Compromiso con Alois Hitler, Jr.
En 1909, ella y su padre, William Dowling, asistieron al Dublin Horse Show, donde ella conoció a Alois Hitler, Jr., quien dijo ser un hotelero rico que estaba de gira por Europa, cuando, en realidad, era un pobre camarero en el hotel Shelbourne de Dublín. Alois se reunió con Bridget en varios locales de Dublín y pronto estaban discutiendo el matrimonio. El 3 de junio de 1910, la pareja se fugó a Londres , viviendo en Charing Cross Road durante un tiempo. Su padre amenazó con denunciar a Alois por secuestro, pero aceptó el matrimonio después de que Bridget le suplicó.

## Primeros años de vida matrimonial
La pareja se estableció en el 102 de Upper Stanhope Street en Toxteth, Liverpool, y en 1911 tuvieron su único hijo, William Patrick Hitler. La casa fue destruida en el último ataque aéreo alemán en el Blitz de Liverpool el 10 de enero de 1942, y fue nuevamente un lugar bombardeado hace años recientes.

## División de su familia
Alois fue a Alemania en 1914 para establecerse en el mundo de los negocios, pero estos planes fueron interrumpidos por el estallido de la Primera Guerra Mundial. Bridget se negó a ir con él, ya que se había hecho violento y golpeaba a su hijo. Alois decidió abandonar a su familia. Regresó a Alemania, se volvió a casar, y envió un mensaje (bajo una falsa identidad)  después de la guerra que avisaba que supuestamente estaba muerto. Su engaño fue descubierto más tarde, y fue acusado de bigamia por las autoridades alemanas en 1924. Fue absuelto debido a la intervención de Bridget. Bridget crio a su hijo sola, sin el apoyo de su esposo de quien se divorció finalmente (aunque como católica se oponía al divorcio). Se estableció en una casa en Highgate, al norte de Londres, y contrató inquilinos, a quienes cobraba para llegar al final de cada mes.

## Emigración
En 1939, se unió a su hijo en un viaje a los Estados Unidos , donde fue invitado a dar una conferencia sobre su tío, a quien consideraba un infame. Decidieron quedarse y Bridget escribió un manuscrito, My Brother-in-Law Adolf, en el que afirmó que su cuñado se había trasladado a Liverpool a vivir con Bridget y Alois desde noviembre de 1912 hasta abril de 1913 con el fin de evitar el servicio militar obligatorio en su natal Austria. Afirma que le enseñó a Adolf astrología , y que ella le aconsejó que cortara los bordes de su característico bigote.
No pudo vender el manuscrito y la mayoría de los historiadores descartan su libro por considerarlo una pura invención escrita para beneficiarse de su famoso parentesco con el Führer. Brigitte Hamann y Hans Mommsen dijeron que los registros demuestran que Hitler estaba en Viena durante este período. 
No hay prueba alguna que corrobore que Hitler haya visitado alguna vez a sus parientes en Liverpool. El profesor Robert Waite refuta su afirmación de que Adolf Hitler se había quedado con ella, así como lo hizo en mayor parte de su libro titulado The Psychopathic God: Adolf Hitler. Según David Gardiner, la sobrina de Bridget dijo que esta le había admitido que el libro era fruto de la fantasía. La historia de la visita de Adolf Hitler a Liverpool se ha seguido popularizando, sin embargo, y fue objeto de la novela de 1978 escrita por Beryl Bainbridge Young Adolf y el famoso cómic de 1989 de Grant Morrison y Steve Yeowell The New Adventures of Hitler.

## Posguerra
Después de la guerra Bridget y su hijo se establecieron en Long Island bajo el apellido falso de Stuart-Houston. Ella murió en este lugar el 18 de noviembre de 1969 y está enterrada en el cementerio del Santo Sepulcro en Coram, Long Island, junto a su hijo, que murió el 14 de julio de 1987.
La familia de Bridget Dowling Hitler seguía siendo un misterio hasta que los censos de Irlanda de 1901 y 1911 fueron digitalizados y publicados en línea. Los nombres de los miembros de la familia, incluyendo Bridget, se dan en el censo de 1901 con el nombre de William Dowling de Flemings Place, cerca de Mespil Road, Dublín. La familia se mudó a Denzille Street, Dublín, ahora llamado Fenian Street, según el censo de 1911. El nombre de Bridget no está incluido en este censo, ya que ella era supuestamente de Inglaterra en ese momento. Curiosamente, el censo de 1911 en Dublín fue rellenado por Bridget, sobre la base de muestras de su caligrafía.
Según el autor David Gardner, quien descubrió a la «familia Hitler» en los Estados Unidos, Adolf Hitler visitó a la familia Dowling en Dublín, presumiblemente en Fenian St. Gardner no pudo encontrar ninguna otra persona viva dispuesta a admitir una relación directa con Adolf Hitler. Las relaciones de Adolf Hitler conocidas más cercanas son los hermanos Hitler de Long Island (que han cambiado desde entonces su apellido por el de Stuart-Houston), han renunciado a todos sus derechos a la fortuna de Hitler controlada por el Gobierno de Baviera, lo que significa que cualquier sobreviviente con el apellido Dowling sería el único heredero restante. William Dowling se asocia generalmente con Kilnamanagh, Dublín, pero él nació en Kildare; sus padres eran Martin y Elizabeth Dowling, de Crookstown, Condado de Kildare.